# Peter Goddard (roadracingförare)
Peter Goddard, född den 28 juni 1964 i Mildura, Australien, är en australisk roadracingförare.

## Roadracingkarriär
Goddard tävlade på grusbanor i Australien innan han bytte till roadracing. Efter att ha vunnit i inhopp i Superbike-VM både 1989 och 1990 kom Goddards första stora titel kom när han vann det japanska mästerskapet för 500cc 1991, innan han började tävla i VM från och med 1992. I 500cc-klassen kunde inte Goddard upprepa sin nationella framgångar, utan kom istället att återvända hem till Australien och vinna det nationella mästerskapet i Superbike 1996. Dessutom kom han att vinna Endurance-VM säsongen 1997. 
Vinsten i Endurance-VM gav Goddard chansen att köra i Superbike-VM med Suzukis fabriksstall säsongen 1998. Hans första hela VM-säsong i Superbike gav en sammanlagd niondeplats, innan en flytt till Aprilia genererade en tolfteplats säsongen 1999. En mindre lyckad säsong med Kawasaki 2000 markerade dock inledningen på Goddards avslutning av karriären, och efter en 22:a plats 2002 avslutade han sin aktiva racingkarriär.